# 龙西乡
龙西乡是中华人民共和国浙江省温州市乐清市下辖的一个乡。
2015年12月7日，浙江省人民政府批复同意调整仙溪镇管辖范围，增设龙西乡，乡政府驻仙人坦村。全域属雁荡山风景名胜区。

## 降水
龙西砩头是浙江省的台风暴雨中心也是乐清市降水量最大的片区，砩头雨量站的雨量站纪录有1990年年降水量3648.3mm，1975年8月降水量为1306.4mm，1981年9月12日24小时降水量为634.5mm。

## 行政区划
龙西乡下辖以下村级行政区划单位：
北垟村、东加岙村、仙人坦村、屿头村、显胜门村、上山村、贵坑村、砩头村、庄屋村、李家山村、叶山村、兰田村、菖蒲塘村和山岙头村。